# Изгубени (сезон 2)
Вторият сезон на телевизионния сериал „Изгубени“ започна излъчване в Съединените щати и Канада на 21 септември 2005 г. и завърши на 24 май 2006 г. с общо 24 епизода. Той продължава историята на група от около 40 души, заседнали на отдалечен остров в Южния Пасифик, след като самолетът им катастрофира 44 дни преди началото на сезона, чието действие се развива от 4 до 27 ноември 2004 г. Продуцентите заявяват, че докато първият сезон се отнася за представянето на оцелелите, вторият е за научна проучвателна станция на Инициативата Дарма от 80-те години, която оцелелите наричат research station the survivors call the „люка.“ Вторият сезон се излъчва в сряда от 21:00 Съединените щати. В допълнение към 24-те епизода, три специални обобщават предишните събития в сериала. Destination Lost е излъчен преди премиерата, "Lost: Revelation" е преди десетия епизод и "Lost: Reckoning" е излъчен преди двайсетия епизод. Сезонът е пуснат на DVD в седем диска под заглавието Lost: The Complete Second Season – The Extended Experience на 5 септември 2006 г. от Buena Vista Home Entertainment.